# Samuel Fielden
Samuel Fielden (ur. 25 lutego 1847 w Todmorden, zm. 7 lutego 1922) – angielski anarchista, skazany po zamieszkach na placu Haymarket (Haymarket Riot) w Chicago.

## Życiorys
Samuel Fielden urodził się w Anglii, w Lancashire. Matka zmarła, gdy miał 10 lat. Jego ojciec był robotnikiem i działał w ruchu czartystów. Samuel w dzieciństwie pracował w fabryce. Szybko wyemigrował do USA. W 1869 znalazł się w Chicago, gdzie brał udział w ruchu robotniczym. Był znany jako mówca na wiecach. Brał udział w wiecu robotniczym na Haymarket Square i występował publicznie.
Został aresztowany przez policję. Miał być skazany na karę śmierci, ale po decyzji gubernatora Oglesby`ego zamieniono ją na karę więzienia. Został ułaskawiony wraz z Michaelem Schwabem i Oscarem Neebe przez gubernatora Altgelda. Po wyjściu z więzienia wyjechał do Kolorado. Jako jedyny ze skazanych nie został pochowany na German Waldheim Cemetery.